# Антоніо Фаєнц
Антоніо Фаєнц (італ. Antonio Fayenz, нар. 2 листопада 1899, Падуя — пом. 16 серпня 1980, Падуя) — італійський футболіст, що грав на позиції півзахисника.
Більшу частину кар'єри провів у клубі «Падова», а також зіграв чотири матчі за національну збірну Італії.

## Клубна кар'єра
Народився 2 листопада 1899 року в місті Падуя. Вихованець футбольної школи клубу «Падова». Дорослу футбольну кар'єру розпочав 1919 року в основній команді того ж клубу, в якій провів одинадцять сезонів, взявши участь у 174 матчах чемпіонату.
Завершив професійну ігрову кар'єру у клубі «Бассано», за який виступав протягом 1930—1931 років.

## Виступи за збірну
У складі збірної був учасником футбольного турніру на Олімпійських іграх 1924 року у Парижі, але на поле не виходив.
1925 року дебютував в офіційних матчах у складі національної збірної Італії. Протягом кар'єри у національній команді, яка тривала усього 2 роки, провів у формі головної команди країни 4 матчі.
Помер 16 серпня 1980 року на 81-му році життя у місті Падуя.
| Дата       | Місто   | Господарі  | Результат | Гості     | Турнір           | Голи | Примітки |
| ---------- | ------- | ---------- | --------- | --------- | ---------------- | ---- | -------- |
| 22/03/1925 | Турин   | Італія     | 7 – 0     | Франція   | товариський матч | -    |          |
| 18/06/1925 | Лісабон | Португалія | 1 – 0     | Італія    | товариський матч | -    |          |
| 18/04/1926 | Цюрих   | Швейцарія  | 1 – 1     | Італія    | товариський матч | -    |          |
| 09/05/1926 | Мілан   | Італія     | 3 – 2     | Швейцарія | товариський матч | -    |          |
| Усього     |         | Матчів     | 4         |           | Голів            | 0    |          |